# ویل یانگ
ویلیام رابرت "ویل" یانگ (به انگلیسی: Will Young) (متولد ۲۰ ژانویه ۱۹۷۹) بازیگر، خواننده، ترانه سرا در انگلیس به دنیا امد. او در سال ۲۰۰۲ پس از برنده شدن در سری مسابقات پاپ آیدل (مراسم تحلیف بت، در فوریه ۲۰۰۲) به شهرت رسید، و او را اولین برنده در قالب حق رای بت در سراسر جهان کرد. وی موفق به کسب جوایز متعدد شده و بیش از هشت میلیون آلبوم در سراسر جهان فروخته است.